# Stowarzyszenie na Rzecz Niepełnosprawnych SPES
Stowarzyszenie na Rzecz Niepełnosprawnych SPES – pozarządowa i charytatywna organizacja społeczna działająca w Katowicach.
Działalność stowarzyszenia SPES datuje się od roku 1986, gdy rejestracja niezależnych organizacji nie była jeszcze możliwa. Z inicjatywy członków Sekcji Pomocy Człowiekowi katowickiego Klubu Inteligencji Katolickiej oraz Biskupiego Komitetu Pomocy Uwięzionym i Internowanym w Katowicach, powstała wówczas, działająca do dzisiaj, Wspólnota Spotkań dla osób z niepełnosprawnością intelektualną. Stowarzyszenie SPES zostało zarejestrowane w 1990 roku, po pierwszych wolnych wyborach i wejściu w życie nowego prawa o stowarzyszeniach.
Stowarzyszenie realizuje cele statutowe w ramach kilku jednostek organizacyjnych: Wspólnot Spotkań, Warsztatu Terapii Zajęciowej im. Ojca Stanisława Bocera OMI, Ośrodka Pomocy Kryzysowej, Wspólnoty Św. Józefa (Mieszkania Chronionego), Programu Edukacji Obywatelskiej, Programu Spraw Precedensowych i Inicjatywy Ustawodawczej, Programu Pomocy Dzieciom.
SPES posiada status organizacji pożytku publicznego.
W 2013 otrzymało za swoją działalność Nagrodę im. księdza Józefa Tischnera.